# WTA Tour 1977
Die WTA Tour 1977 (offiziell: Virginia Slims Circuit und Colgate Series) war der 7. Jahrgang der Damentennis-Turnierserie, die von der Women’s Tennis Association ausgetragen wird. Sie umfasste 48 Turniere.
Der Teamwettbewerb Federation Cup wird wie die Grand-Slam-Turniere nicht von der WTA, sondern von der ITF organisiert. Er wird dennoch aufgeführt, da die Spitzenspielerinnen auch dort in der Regel spielen.

## Turnierplan
| Kategorie              |
| ---------------------- |
| Grand Slam             |
| Tour Championships     |
| Virginia Slims Circuit |
| Colgate Series         |
| Non-Tour Events        |

| Sonstige       |
| -------------- |
| Federation Cup |

### Januar
| Datum 1 | Turnier | Siegerin                         | Finalgegnerin                      | Ergebnis              |
| ------- | --- | -------------------------------- | ---------------------------------- | --------------------- |
| 03.01.  | Virginia Slims of Washington Washington, Vereinigte Staaten Virginia Slims Circuit – 100.000 $ Teppich (Halle)   | Martina Navratilova              | Chris Evert                        | 6:2, 6:3              |
| 03.01.  | Virginia Slims of Washington Washington, Vereinigte Staaten Virginia Slims Circuit – 100.000 $ Teppich (Halle)   | Martina Navratilova Betty Stöve  | Kristien Shaw Valerie Ziegenfuss   | 7:5, 6:2              |
| 03.01.  | Australian Open Melbourne, Australien Grand Slam Rasen                                                           | Kerry Reid                       | Dianne Fromholtz                   | 7:5, 6:2              |
| 03.01.  | Australian Open Melbourne, Australien Grand Slam Rasen                                                           | Dianne Fromholtz Helen Gourlay   | Betsy Nagelsen Kerry Reid          | 5:7, 6:1, 7:5         |
| 10.01.  | Virginia Slims of Hollywood Hollywood, Vereinigte Staaten Virginia Slims Circuit – 100.000 $ Teppich (Halle)     | Chris Evert                      | Margaret Court                     | 6:3, 6:4              |
| 10.01.  | Virginia Slims of Hollywood Hollywood, Vereinigte Staaten Virginia Slims Circuit – 100.000 $ Teppich (Halle)     | Martina Navratilova Betty Stöve  | Rosie Casals Chris Evert           | 6:4, 3:6, 6:4         |
| 10.01.  | Avon Futures of Portland Portland, Vereinigte Staaten Hartplatz (Halle) Non-Tour Event                           | Tracy Austin                     | Stacy Margolin                     | 6:7, 6:3, 4:1 Aufgabe |
| 17.01.  | Virginia Slims of Houston Houston, Vereinigte Staaten Virginia Slims Circuit – 100.000 $ Teppich (Halle)         | Martina Navratilova              | Sue Barker                         | 7:6, 7:5              |
| 17.01.  | Virginia Slims of Houston Houston, Vereinigte Staaten Virginia Slims Circuit – 100.000 $ Teppich (Halle)         | Martina Navratilova Betty Stöve  | Sue Barker Ann Kiyomura            | 4:6, 6:2, 6:1         |
| 24.01.  | Virginia Slims of Minneapolis Minneapolis, Vereinigte Staaten Virginia Slims Circuit – 100.000 $ Teppich (Halle) | Martina Navratilova              | Sue Barker                         | 6:0, 6:1              |
| 24.01.  | Virginia Slims of Minneapolis Minneapolis, Vereinigte Staaten Virginia Slims Circuit – 100.000 $ Teppich (Halle) | Rosie Casals Martina Navratilova | Mima Jaušovec Virginia Ruzici      | 6:2, 6:1              |
| 31.01.  | Virginia Slims of Seattle Seattle, Vereinigte Staaten Virginia Slims Circuit – 100.000 $ Teppich (Halle)         | Chris Evert                      | Martina Navratilova                | 6:2, 6:4              |
| 31.01.  | Virginia Slims of Seattle Seattle, Vereinigte Staaten Virginia Slims Circuit – 100.000 $ Teppich (Halle)         | Rosie Casals Chris Evert         | Françoise Dürr Martina Navratilova | 6:4, 3:6, 6:3         |

### Februar
| Datum 1 | Turnier | Siegerin                        | Finalgegnerin                   | Ergebnis      |
| ------- | --- | ------------------------------- | ------------------------------- | ------------- |
| 07.02.  | Virginia Slims of Chicago Chicago, Vereinigte Staaten Virginia Slims Circuit – 100.000 $ Teppich (Halle)             | Chris Evert                     | Margaret Court                  | 6:1, 6:3      |
| 07.02.  | Virginia Slims of Chicago Chicago, Vereinigte Staaten Virginia Slims Circuit – 100.000 $ Teppich (Halle)             | Rosie Casals Chris Evert        | Margaret Court Betty Stöve      | 6:3, 6:4      |
| 14.02.  | Virginia Slims of Los Angeles Los Angeles, Vereinigte Staaten Virginia Slims Circuit – 100.000 $ Hartplatz (Halle)   | Chris Evert                     | Martina Navratilova             | 6:2, 2:6, 6:1 |
| 14.02.  | Virginia Slims of Los Angeles Los Angeles, Vereinigte Staaten Virginia Slims Circuit – 100.000 $ Hartplatz (Halle)   | Rosie Casals Chris Evert        | Martina Navratilova Betty Stöve | 6:2, 6:4      |
| 21.02.  | Virginia Slims of Detroit Detroit, Vereinigte Staaten Virginia Slims Circuit – 100.000 $ Teppich (Halle)             | Martina Navratilova             | Sue Barker                      | 6:4, 6:4      |
| 21.02.  | Virginia Slims of Detroit Detroit, Vereinigte Staaten Virginia Slims Circuit – 100.000 $ Teppich (Halle)             | Martina Navratilova Betty Stöve | Janet Newberry JoAnne Russell   | 6:3, 6:4      |
| 28.02.  | Virginia Slims of San Francisco San Francisco, Vereinigte Staaten Virginia Slims Circuit – 100.000 $ Teppich (Halle) | Sue Barker                      | Virginia Wade                   | 6:3, 6:4      |
| 28.02.  | Virginia Slims of San Francisco San Francisco, Vereinigte Staaten Virginia Slims Circuit – 100.000 $ Teppich (Halle) | Kerry Reid Greer Stevens        | Sue Barker Ann Kiyomura         | 6:3, 6:1      |

### März
| Datum 1 | Turnier | Siegerin                        | Finalgegnerin                   | Ergebnis      |
| ------- | --- | ------------------------------- | ------------------------------- | ------------- |
| 07.03.  | Virginia Slims of Dallas Dallas, Vereinigte Staaten Virginia Slims Circuit – 100.000 $ Teppich (Halle)               | Sue Barker                      | Terry Holladay                  | 6:1, 7:6      |
| 07.03.  | Virginia Slims of Dallas Dallas, Vereinigte Staaten Virginia Slims Circuit – 100.000 $ Teppich (Halle)               | Martina Navratilova Betty Stöve | Kerry Reid Greer Stevens        | 6:2, 6:4      |
| 14.03.  | Virginia Slims of Philadelphia Philadelphia, Vereinigte Staaten Virginia Slims Circuit – 100.000 $ Hartplatz (Halle) | Chris Evert                     | Martina Navratilova             | 6:4, 4:6, 6:3 |
| 14.03.  | Virginia Slims of Philadelphia Philadelphia, Vereinigte Staaten Virginia Slims Circuit – 100.000 $ Hartplatz (Halle) | Françoise Dürr Virginia Wade    | Martina Navratilova Betty Stöve | 6:4, 4:6, 6:4 |
| 21.03.  | Lionel Cup San Antonio, Vereinigte Staaten Non-Tour Event – 20.000 $                                                 | Billie Jean King                | Mary Hamm                       | 6:3, 3:6, 6:3 |
| 21.03.  | Lionel Cup San Antonio, Vereinigte Staaten Non-Tour Event – 20.000 $                                                 | Karen Krantzcke Kym Ruddell     | Judy Chaloner Jane Preyer       | 6:3, 6:0      |
| 21.03.  | Virginia Slims Championships New York, Vereinigte Staaten Masters – 150.000 $ Teppich (Halle)                        | Chris Evert                     | Sue Barker                      | 2:6, 6:1, 6:1 |
| 28.03.  | Family Circle Cup Hilton Head, Vereinigte Staaten Colgate Series – 110.000 $ Sandplatz                               | Chris Evert                     | Billie Jean King                | 6:0, 6:1      |
| 28.03.  | Family Circle Cup Hilton Head, Vereinigte Staaten Colgate Series – 110.000 $ Sandplatz                               | Rosie Casals Chris Evert        | Françoise Dürr Virginia Wade    | 6:4, 6:2      |

### April
| Datum 1 | Turnier                                                                                 | Siegerin                        | Finalgegnerin                | Ergebnis |
| ------- | --------------------------------------------------------------------------------------- | ------------------------------- | ---------------------------- | -------- |
| 04.04.  | Bridgestone Doubles Tokio, Japan 100.000 $                                              | Martina Navratilova Betty Stöve | Françoise Dürr Virginia Wade | 7:5, 6:3 |
| 11.04.  | L’Eggs Four Woman Tucson, Vereinigte Staaten Non-Tour Event – 100.000 $ Teppich (Halle) | Chris Evert                     | Martina Navratilova          | 6:3, 7:6 |
| 11.04.  | Monte-Carlo , Monaco Non-Tour Event                                                     | Helga Masthoff                  | Fiorella Bonicelli           | 6:4, 6:2 |
| 11.04.  | Monte-Carlo , Monaco Non-Tour Event                                                     | Katja Ebbinghaus Helga Masthoff | Rosie Darmon Gail Sherriff   | 6:3, 7:5 |

### Mai
| Datum 1 | Turnier | Siegerin                        | Finalgegnerin                    | Ergebnis      |
| ------- | --- | ------------------------------- | -------------------------------- | ------------- |
| 09.05.  | Internationale Tennismeisterschaften von Deutschland Hamburg, Bundesrepublik Deutschland Colgate Series – 35.000 $ Sandplatz | Laura duPont                    | Heidi Eisterlehner               | 6:1, 6:4      |
| 09.05.  | Internationale Tennismeisterschaften von Deutschland Hamburg, Bundesrepublik Deutschland Colgate Series – 35.000 $ Sandplatz | Delina Ann Boshoff Ilana Kloss  | Regina Maršíková Renáta Tomanová | 2:6, 6:4, 7:5 |
| 16.05.  | Italian Open Rom, Italien Colgate Series – 35.000 $ Sandplatz                                                                | Janet Newberry                  | Renáta Tomanová                  | 6:3, 7:6      |
| 16.05.  | Italian Open Rom, Italien Colgate Series – 35.000 $ Sandplatz                                                                | Brigette Cuypers Marise Kruger  | Bunny Bruning Sharon Walsh       | 3:6, 7:5, 6:2 |
| 23.05.  | French Open Paris, Frankreich Grand Slam – 35.000 $ Sandplatz (Rot)                                                          | Mima Jaušovec                   | Florența Mihai                   | 6:2, 6:7, 6:1 |
| 23.05.  | French Open Paris, Frankreich Grand Slam – 35.000 $ Sandplatz (Rot)                                                          | Regina Maršíková Pam Teeguarden | Rayni Fox Helen Gourlay          | 5:7, 6:4, 6:2 |
| 23.05.  | French Open Paris, Frankreich Grand Slam – 35.000 $ Sandplatz (Rot)                                                          | Mary Carillo John McEnroe       | Florența Mihai Iván Molina       | 7:6, 6:3      |
| 31.05.  | Rose’s Lime Juice International Chichester, Großbritannien Non-Tour Event Rasen                                              | Marise Kruger                   | Bunny Bruning                    | 6:2, 6:2      |
| 31.05.  | Rose’s Lime Juice International Chichester, Großbritannien Non-Tour Event Rasen                                              | Marise Kruger Elizabeth Vlotman | C. Molesworth Naoko Satō         | 6:2, 6:1      |

### Juni
| Datum 1 | Turnier                                                                                   | Siegerin                         | Finalgegnerin                     | Ergebnis      |
| ------- | ----------------------------------------------------------------------------------------- | -------------------------------- | --------------------------------- | ------------- |
| 07.06.  | Robertson’s Cup Beckenham, Großbritannien Non-Tour Event Rasen                            | Olga Morosowa                    | Marise Kruger                     | 7:5, 2:6, 6:3 |
| 07.06.  | Robertson’s Cup Beckenham, Großbritannien Non-Tour Event Rasen                            | Brigette Cuypers Annette van Zyl | Natalja Tschmyrjowa Olga Morosowa | 9:7, 6:4      |
| 13.06.  | McIntosh Scottish Championships Edinburgh, Großbritannien Non-Tour Event – 35.000 $ Rasen | Martina Navratilova              | Kristien Shaw                     | 2:6, 9:8, 7:5 |
| 13.06.  | McIntosh Scottish Championships Edinburgh, Großbritannien Non-Tour Event – 35.000 $ Rasen | Julie Anthony Betsy Nagelsen     | Carolyn Meyer Renáta Tomanová     | 6:1, 3:6, 6:1 |
| 13.06.  | Federation Cup Finale Eastbourne, Großbritannien Rasen                                    | Vereinigte Staaten               | Australien                        | 2:1           |
| 20.06.  | Wimbledon Championships Wimbledon, Großbritannien Grand Slam – 200.000 $ Rasen            | Virginia Wade                    | Betty Stöve                       | 4:6, 6:3, 6:1 |
| 20.06.  | Wimbledon Championships Wimbledon, Großbritannien Grand Slam – 200.000 $ Rasen            | Helen Gourlay JoAnne Russell     | Martina Navratilova Betty Stöve   | 6:3, 6:3      |
| 20.06.  | Wimbledon Championships Wimbledon, Großbritannien Grand Slam – 200.000 $ Rasen            | Greer Stevens Bob Hewitt         | Betty Stöve Frew McMillan         | 3:6, 7:5, 6:4 |

### Juli
| Datum 1 | Turnier                                                       | Siegerin                       | Finalgegnerin                      | Ergebnis      |
| ------- | ------------------------------------------------------------- | ------------------------------ | ---------------------------------- | ------------- |
| 04.07.  | Swiss Championships Gstaad, Schweiz Non-Tour Event Sandplatz  | Lesley Hunt                    | Helen Gourlay                      | 4:6, 7:5, 6:1 |
| 04.07.  | Swiss Championships Gstaad, Schweiz Non-Tour Event Sandplatz  | Helen Gourlay Rayni Fox        | Mary Carillo Lesley Hunt           | 6:0, 6:4      |
| 04.07.  | Swedish Open Båstad, Schweden Non-Tour Event                  | Florența Mihai                 | Mary Struthers                     | 6:4, 6:4      |
| 04.07.  | Swedish Open Båstad, Schweden Non-Tour Event                  | Cynthia Seiler Raquel Giscafre | Helen Anliot Florența Mihai        | 6:2, 7:5      |
| 11.07.  | Colgate Trophy Kitzbühel, Österreich Non-Tour Event Sandplatz | Renáta Tomanová                | Katja Ebbinghaus                   | 6:3, 7:5      |
| 11.07.  | Colgate Trophy Kitzbühel, Österreich Non-Tour Event Sandplatz | Helen Gourlay Rayni Fox        | Lesley Charles Jackie Fayter-Hough | 6:1, 6:4      |

### August
| Datum 1 | Turnier                                                                                            | Siegerin                        | Finalgegnerin                     | Ergebnis      |
| ------- | -------------------------------------------------------------------------------------------------- | ------------------------------- | --------------------------------- | ------------- |
| 08.08.  | U.S. Clay Court Championships Indianapolis, Vereinigte Staaten Colgate Series – 35.000 $ Sandplatz | Laura duPont                    | Nancy Richey                      | 6:4, 6:3      |
| 08.08.  | U.S. Clay Court Championships Indianapolis, Vereinigte Staaten Colgate Series – 35.000 $ Sandplatz | D. Ann Boshoff Ilana Kloss      | Mary Carillo Wendy Overton        | 5:7, 7:5, 6:3 |
| 15.08.  | Rothmans Canadian Open Toronto, Kanada Colgate Series – 35.000 $ Hartplatz                         | Regina Maršíková                | Marise Kruger                     | 6:4, 4:6, 6:2 |
| 15.08.  | Rothmans Canadian Open Toronto, Kanada Colgate Series – 35.000 $ Hartplatz                         | Delina Ann Boshoff Ilana Kloss  | Rosie Casals Evonne Cawley        | 6:2, 6:3      |
| 22.08.  | Ivey’s Pepsi Tennis Classic Charlotte, Vereinigte Staaten Colgate Series – 50.000 $ Sandplatz      | Martina Navratilova             | Mima Jaušovec                     | 3:6, 6:2, 6:1 |
| 22.08.  | Ivey’s Pepsi Tennis Classic Charlotte, Vereinigte Staaten Colgate Series – 50.000 $ Sandplatz      | Martina Navratilova Betty Stöve | Regina Maršíková Pam Teeguarden   | 6:3, 6:4      |
| 31.08.  | US Open Forest Hills, Vereinigte Staaten Grand Slam – 250.000 $ Sandplatz                          | Chris Evert                     | Wendy Turnbull                    | 7:6, 6:2      |
| 31.08.  | US Open Forest Hills, Vereinigte Staaten Grand Slam – 250.000 $ Sandplatz                          | Martina Navratilova Betty Stöve | Renée Richards Betty-Ann Stuart   | 6:1, 7:6      |
| 31.08.  | US Open Forest Hills, Vereinigte Staaten Grand Slam – 250.000 $ Sandplatz                          | Betty Stöve Frew McMillan       | Billie Jean King Vitas Gerulaitis | 6:2, 3:6, 6:3 |

### September
| Datum 1 | Turnier                                                                        | Siegerin                       | Finalgegnerin                  | Ergebnis      |
| ------- | ------------------------------------------------------------------------------ | ------------------------------ | ------------------------------ | ------------- |
| 12.09.  | Toray Sillook Open Tokio, Japan Colgate Series – 100.000 $ Teppich (Halle)     | Virginia Wade                  | Martina Navratilova            | 7:5, 5:7, 6:4 |
| 19.09.  | World Invitational Classic Hilton Head, Vereinigte Staaten Non-Tour Event      | Virginia Wade                  | Evonne Cawley                  | 6:4, 6:7, 6:3 |
| 19.09.  | World Invitational Classic Hilton Head, Vereinigte Staaten Non-Tour Event      | Evonne Cawley Kerry Reid       | Dianne Fromholtz Virginia Wade | 6:2, 3:6, 6:4 |
| 26.09.  | Florida Federal Open Palm Harbor, Vereinigte Staaten Colgate Series – 35.000 $ | Virginia Ruzici                | Laura duPont                   | 6:4, 4.6, 6:2 |
| 26.09.  | Florida Federal Open Palm Harbor, Vereinigte Staaten Colgate Series – 35.000 $ | Delina Ann Boshoff Ilana Kloss | Brigette Cuypers Marise Kruger | 6:7, 6:2, 6:2 |

### Oktober
| Datum 1 | Turnier                                                                                       | Siegerin                             | Finalgegnerin                   | Ergebnis      |
| ------- | --------------------------------------------------------------------------------------------- | ------------------------------------ | ------------------------------- | ------------- |
| 03.10.  | Wyler’s Women’s Classic Atlanta, Vereinigte Staaten Colgate Series – 75.000 $ Teppich (Halle) | Chris Evert                          | Dianne Fromholtz                | 6:3, 6:2      |
| 03.10.  | Wyler’s Women’s Classic Atlanta, Vereinigte Staaten Colgate Series – 75.000 $ Teppich (Halle) | Martina Navratilova Betty Stöve      | Brigette Cuypers Marise Kruger  | 6:4, 6:2      |
| 10.10.  | Thunderbird Classic Phoenix, Vereinigte Staaten Colgate Series – 75.000 $ Teppich (Halle)     | Billie Jean King                     | Wendy Turnbull                  | 1:6, 6:1, 6:0 |
| 10.10.  | Thunderbird Classic Phoenix, Vereinigte Staaten Colgate Series – 75.000 $ Teppich (Halle)     | Billie Jean King Martina Navratilova | Helen Gourlay JoAnne Russell    | 6:1, 7:5      |
| 17.10.  | Colgate Brazil Open São Paulo, Brasilien Colgate Series – 75.000 $ Sandplatz                  | Billie Jean King                     | Betty Stöve                     | 6:1, 6:4      |
| 17.10.  | Colgate Brazil Open São Paulo, Brasilien Colgate Series – 75.000 $ Sandplatz                  | Kerry Reid Wendy Turnbull            | Martina Navratilova Betty Stöve | 6:3, 5:7, 6:2 |
| 24.10.  | Borniquen Classic San Juan, Puerto Rico Colgate Series – 35.000 $ Hartplatz                   | Billie Jean King                     | Janet Newberry                  | 6:1, 6:3      |
| 24.10.  | Borniquen Classic San Juan, Puerto Rico Colgate Series – 35.000 $ Hartplatz                   | Rosie Casals Billie Jean King        | Delina Boshoff Ilana Kloss      | 4:6, 6:2, 6:3 |

### November
| Datum 1 | Turnier                                                                           | Siegerin                                                 | Finalgegnerin                  | Ergebnis      |
| ------- | --------------------------------------------------------------------------------- | -------------------------------------------------------- | ------------------------------ | ------------- |
| 01.11.  | Colgate Series Championships Palm Springs, Vereinigte Staaten 250.000 $ Hartplatz | Chris Evert                                              | Billie Jean King               | 6:2, 6:2      |
| 01.11.  | Colgate Series Championships Palm Springs, Vereinigte Staaten 250.000 $ Hartplatz | Françoise Dürr Virginia Wade                             | Helen Gourlay JoAnne Russell   | 6:1, 4:6, 6:4 |
| 14.11.  | Colgate NSW Tournament Sydney, Australien Colgate Series – 100.000 $ Rasen        | Evonne Cawley                                            | Kerry Reid                     | 6:1, 6:3      |
| 14.11.  | Colgate NSW Tournament Sydney, Australien Colgate Series – 100.000 $ Rasen        | Kerry Reid Greer Stevens gegen Helen Gourlay Betty Stöve | ausgefallen                    | ausgefallen   |
| 21.11.  | Toyota Classic Melbourne, Australien Colgate Series – 75.000 $ Rasen              | Evonne Cawley                                            | Wendy Turnbull                 | 6:4, 6:1      |
| 21.11.  | Toyota Classic Melbourne, Australien Colgate Series – 75.000 $ Rasen              | Evonne Cawley Betty Stöve                                | Patricia Bostrom Kym Ruddell   | 6:3, 6:0      |
| 21.11.  | Gunze Invitational Tokio, Japan Non-Tour Event – 125.000 $ Teppich (Halle)        | Billie Jean King                                         | Martina Navratilova            | 7:5, 5:7, 6:1 |
| 28.11.  | South African Open Johannesburg, Südafrika Colgate Series – 35.000 $              | Delina Ann Boshoff                                       | Brigette Cuypers               | 6:4, 6:1      |
| 28.11.  | South African Open Johannesburg, Südafrika Colgate Series – 35.000 $              | Delina Ann Boshoff Ilana Kloss                           | Brigette Cuypers Marise Kruger | 5:7, 6:3, 6:3 |

### Dezember
| Datum 1 | Turnier                                                                     | Siegerin                                                   | Finalgegnerin                                    | Ergebnis                                         |
| ------- | --------------------------------------------------------------------------- | ---------------------------------------------------------- | ------------------------------------------------ | ------------------------------------------------ |
| 05.12.  | Bremar Cup London, Großbritannien Colgate Series – 35.000 $ Teppich (Halle) | Billie Jean King                                           | Virginia Wade                                    | 6:4, 6:1                                         |
| 05.12.  | Bremar Cup London, Großbritannien Colgate Series – 35.000 $ Teppich (Halle) | Billie Jean King Renáta Tomanová                           | Betty Stöve Virginia Wade                        | 6:2, 6:3                                         |
| 12.12.  | New South Wales Sydney, Australien Colgate Series – 35.000 $ Hartplatz      | Evonne Cawley                                              | Sue Barker                                       | 6:2, 6:3                                         |
| 12.12.  | New South Wales Sydney, Australien Colgate Series – 35.000 $ Hartplatz      | Evonne Cawley Helen Gourlay                                | Mona Guerrant Kerry Reid                         | 6:0, 6:0                                         |
| 19.12.  | Australian Open Melbourne, Australien Grand Slam – 50.000 $ Rasen           | Evonne Cawley                                              | Helen Gourlay                                    | 6:3, 6:0                                         |
| 19.12.  | Australian Open Melbourne, Australien Grand Slam – 50.000 $ Rasen           | Evonne Cawley Helen Gourlay gegen Mona Guerrant Kerry Reid | Das Finale wurde wegen Regens nicht ausgetragen. | Das Finale wurde wegen Regens nicht ausgetragen. |